# کونیگسموس
کونیگسموس (به آلمانی: Königsmoos) یک شهر در آلمان است که در بایرن واقع شده‌است.

## خصوصیات
کونیگسموس ۴۰٫۹۷ کیلومترمربع مساحت دارد ۳۷۷-۳۹۲ متر بالاتر از سطح دریا واقع شده‌است.